# Bahnhof Gelsenkirchen-Bismarck
Der Bahnhof Gelsenkirchen-Bismarck ist ein Bahnknoten im Gelsenkirchener Stadtteil Bismarck. Die ehemalige Zeche Graf Bismarck, der Gelsenkirchener Ortsteil Bismarck und der Bahnhof mit seinem Bahnbetriebswerk wurden nach dem früheren Reichskanzler Otto von Bismarck benannt.

## Lage und Aufbau

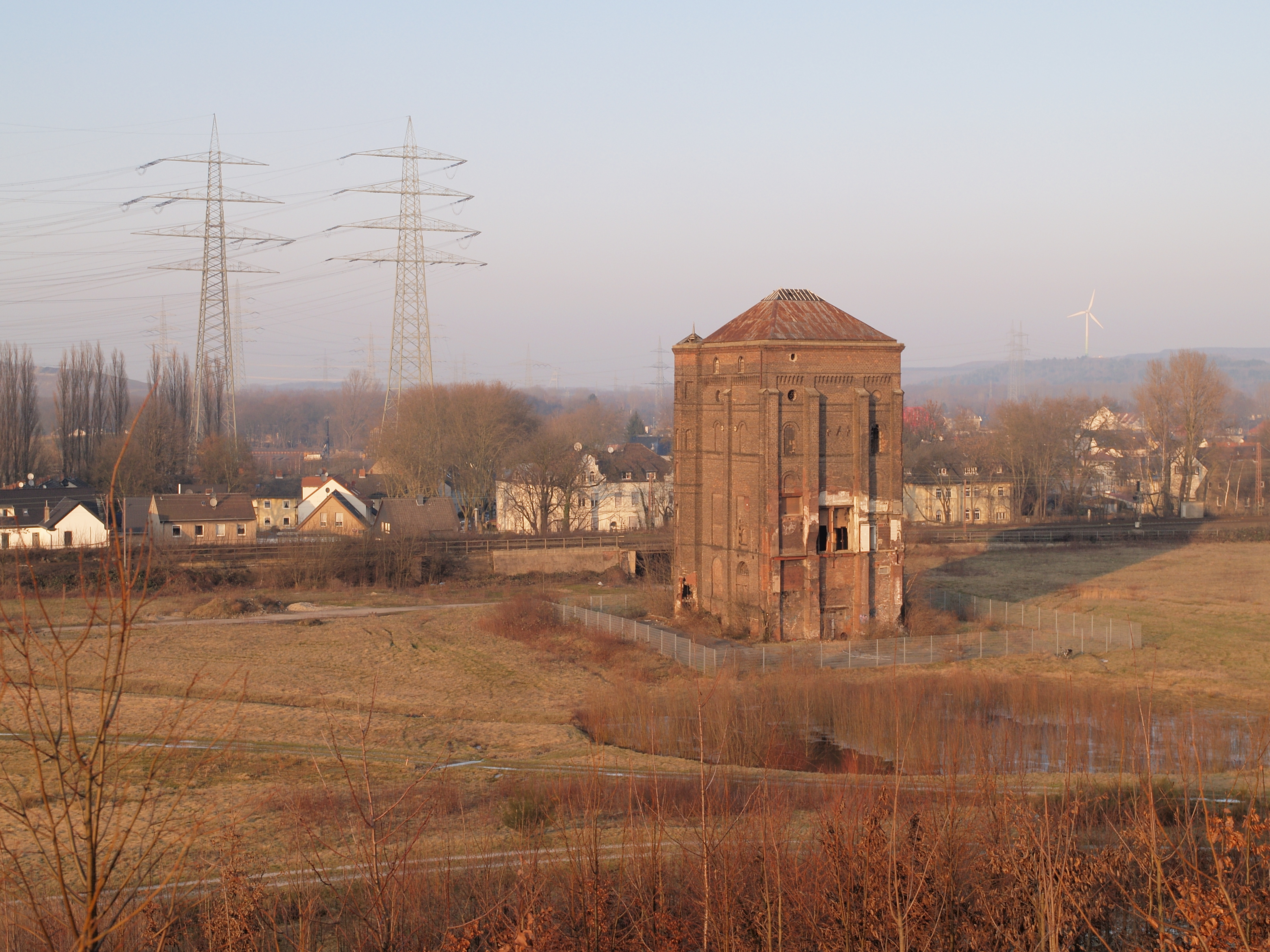
Blick auf den Abzweig Wanne Unser Fritz, 2011

Der Bahnhof befindet sich im zentral im Gelsenkirchener Stadtteil Bismarck, der durch die Bahnhofsanlage und die parallel verlaufende Bundesautobahn 42 in einen Nord- und einen Südteil zerschnitten wird. Der Bahnhof ist an die VzG-Strecken 2153 (Bochum Süd – Gelsenkirchen Nordstern), 2204 (Wanne-Eickel Hbf − Wanne Unser Fritz), 2235 (Gelsenkirchen-Bismarck – Gelsenkirchen-Schalke) und 2236 (Gelsenkirchen-Bismarck – Borken (Westf) (– Winterswijk)) angeschlossen. Die Strecke 2235 ist seit 1970 stillgelegt und abgebaut.
Die Anlage ist als einseitiger Rangierbahnhof in Ost-West-Richtung angelegt. Die noch fünf Gleise umfassende Einfahrgruppe erstreckt sich von der Reckfeldstraße bis zur Bismarckstraße, wo sich der Ablaufberg befand. Daran schloss sich die heute zwölf Gleise umfassende Richtungsgruppe bis zur Alfred-Zingler-Straße an. Die Strecke 2235 zweigte in südwestlicher Richtung ab, die Strecke 2236 verlässt den Bahnhof nach Nordwesten. Die durchgehenden Hauptgleise der Strecke 2153 mit dem Personenbahnsteig führen südlich an den Rangiergleisen vorbei. Die Betriebsstelle setzt sich aus drei Teilen zusammen. Von West nach Ost sind dies Gelsenkirchen-Bismarck für die Richtungsgruppe und den Ablaufberg, Gelsenkirchen Zoo für den Personenbahnhof und die Einfahrgruppe sowie die ehemalige Abzweigstelle Wanne Unser Fritz, an der sich die Strecken 2204 nach Wanne-Eickel Hauptbahnhof und 2153 nach Abzw Crange und weiter Richtung Herne verzweigen.
Die Abzweigstelle Unser Fritz ist nach der gleichnamigen Zeche benannt und schloss bis 1983 einen Haltepunkt mit ein.

## Geschichte

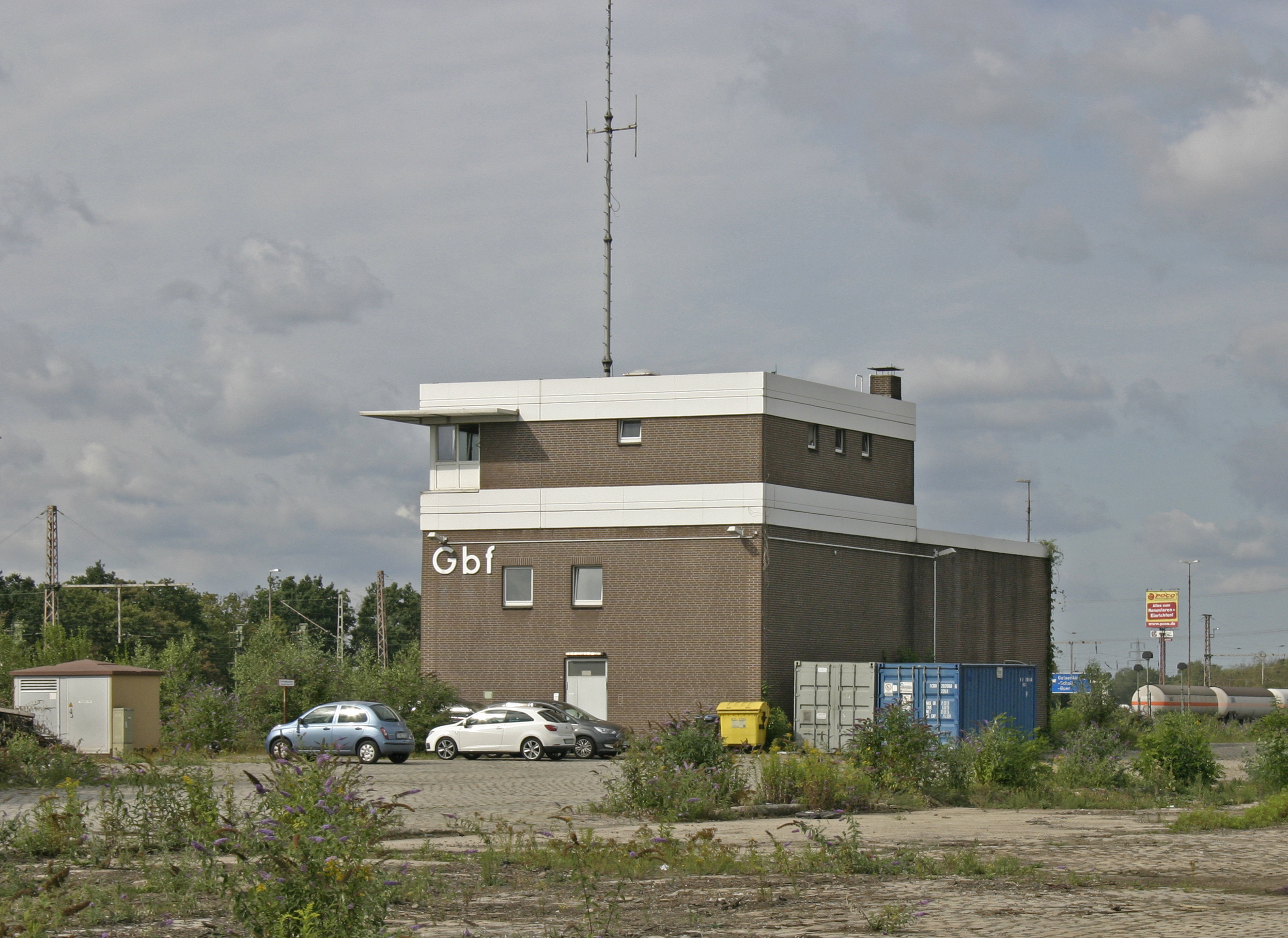
Stellwerk Gbf, 2019

Die im Jahre 1868 gegründeten Steinkohlenbergwerke Graf Bismarck wurden zunächst ab 1869 durch eine schmalspurige pferdebetriebene Schleppbahn angeschlossen. Mit dieser Bahn wurde die Kohle zum Bahnhof Gelsenkirchen-Schalke an der Cöln-Mindener Emschertalbahn transportiert. Um das mühselige Umladen der Kohle zu vereinfachen, wurde die Strecke regelspurig ausgebaut. Die Inbetriebnahme nach dem Umbau erfolgte 1873.
Der Bahnhof Bismarck ging am 10. Oktober 1876 an der Strecke Essen – Herne – Bochum der Bergisch-Märkischen Eisenbahn-Gesellschaft (BME) in Betrieb und ermöglichte den direkten Anschluss der Zechen Graf Bismarck, Unser Fritz und Hugo an das Eisenbahnnetz. Das erste Empfangsgebäude lag auf der Westseite des Bahnhofs gegenüber der namensgebenden Zeche. Kurze Zeit darauf baute die Westfälische Eisenbahn (WfE) ihre zur Cöln-Mindener konkurrierende Emschertalstrecke, die mit der Bergisch-Märkischen Bahn in Bismarck verknüpft wurde. Die Umbaukosten trug zum größten Teil die WfE. Das Empfangsgebäude wurde auf der Ostseite des Bahnhofs neu errichtet. Es entstand zur getrennten Rechnungsführung in Insellage. Die Anlagen der WfE befanden sich auf der Nordseite, die der BME auf der Südseite. Am 20. August 1879 ging die Westfälische Strecke in Betrieb. Das alte Empfangsgebäude diente fortan als Dienstwohnung. Am 21. Juni 1880 ging die Strecke Winterswijk – Bismarck der Niederländisch-Westfälischen Eisenbahn-Gesellschaft in Betrieb. Die Betriebsführung oblag der BME, die die Personenzüge auf der Strecke bis Herne und (mit Kopfmachen) bis Essen weiterführte. Spätestens zu diesem Zeitpunkt ging auf der Südseite das erste Bahnbetriebswerk in Betrieb.
Nach der Verstaatlichung der großen Privatbahnen Anfang der 1880er Jahre begannen die Preußischen Staatsbahnen damit, parallel verlaufende Strecken zu beseitigen und Verbindungskurven anzulegen. Am 15. Oktober 1884 gingen die kurzen Strecken Wanne – Unser Fritz und Bismarck – Schalke CM in Betrieb. Letztere ging aus einem Anschlussgleis der Zeche Graf Bismarck hervor und wurde 1892 in eine Hauptbahn umgewandelt.
1912 wurde der Bahnhof auf Beschluss der Königlichen Eisenbahndirektion Essen erweitert. Ebenso wurde die Anschlussbahn der durch das Abteufen weiterer Schächte vergrößerten Zeche Graf Bismarck bis Gelsenkirchen-Erle, später weiter nach Gelsenkirchen-Resse verlängert. Weitere Anschlussgleise bestanden zu einer Glas- und Spiegelmanufaktur sowie zur Chemischen Industrie. Der Bahnhof geriet damit an seine Kapazitätsgrenzen, ein Neubau war vor dem Ersten Weltkrieg im Gespräch.
Der Umbau begann 1920 mit den ersten Schüttarbeiten. Der Ruhrkampf und die Besetzung durch die Belgier und Franzosen ließen alle Arbeiten bis 1925 ruhen. Bis dahin hatten die Bergschäden dazu geführt, dass das Gelände stellenweise um bis zu sieben Meter absackte. Im Juni 1925 nahm die RBD Essen die Arbeiten wieder auf. Diese begannen mit dem Neubau des Bahnbetriebswerks auf der Nordostseite, das 1927 fertiggestellt werden konnte. Danach begann der Abbruch der alten Anlagen, um Baufreiheit für die neuen Personengleise zu schaffen. Diese verliefen in einem großen Bogen südlich um die alten Bahnanlagen. Die Abfertigung erfolgte an einem einzigen, zwölf Meter breiten und 76 Zentimeter hohen überdachten Bahnsteig mit versetzt angeordneten Gleisen. So konnten gleichzeitig bis zu vier je 250 Meter lange Züge abgefertigt werden. Das neue verklinkerte Empfangsgebäude in Seitenlage östlich der Bismarckstraße war im Stil der Neuen Sachlichkeit gehalten und der erste größere Bahnhofsbau der Reichsbahndirektion Essen, der frei von wilhelministischen Architektureinflüssen war. Die Straßenfront war durch starke Pfeiler betont, hinter denen sich der Windfang und die Schalterhalle befanden. Der Bau war für den Rechtsverkehr konzipiert, das heißt Fahrkartenausgabe, Gepäckaufgabe, Auskunft und dergleichen befanden sich rechterhand während sich linkerhand die Wartesäle 1./2. und 3./4. Klasse, Verkaufsräume und Fernsprecher befanden. Die Diensträume befanden sich im Obergeschoss. Besondere Aufmerksamkeit beim Bau galt der Vorbeugung von Bergschäden, wofür unter den Kellerräumen eine 50 Zentimeter dicke bewehrte Betondecke gegossen wurde. In einem dritten Bauabschnitt wurden schließlich die Güter- und Rangiergleise umfassend erweitert. Im Juli 1932 konnte der neue Güterschuppen mit Güterabfertigung in Betrieb gehen. Der gesamte Umbau war 1933 abgeschlossen und schlug mit 9,9 Millionen Reichsmark zu Buche. Der Umbau schloss den Neubau sämtlicher Stellwerksanlagen ein, von denen fünf als elektromechanische Stellwerke und eines als mechanisches Stellwerk für das Bw realisiert wurden. Das am Ablaufberg gelegene Rangierstellwerk Rt war hierbei mit einem Tischhebelwerk ausgerüstet. Bei diesem konnten die Weichenhebel aufgrund der geringeren Anzahl an Verschlüssen für den Ablaufbetrieb gemäß dem Spurplan angeordnet werden.
Während des Zweiten Weltkrieges erlitt der Bahnhof nur geringfügige Schäden, sodass der Güterverkehr im Sommer 1945 wieder anlaufen konnte. 1948 ging ein Basa-Knoten in Betrieb, der neben dem Bahnhof Bismarck auch die Bahnhöfe Schalke Nord und Hugo mit sämtlichen Stellwerken umfasste. Im Zugmeldeverfahren konnte damit auf das Morsen verzichtet werden. Am 22. Mai 1955 erhielt der Personenbahnhof etwa zeitgleich zur Eröffnung des Ruhr-Zoos die Bezeichnung Gelsenkirchen Zoo, die Namen der übrigen Dienststellen blieben bestehen. Der Niedergang des Bahnhofs begann mit der Schließung der Zeche Graf Bismarck 1966, dem die Schließung von Unser Fritz im nächsten Jahr folgte. Das Empfangsgebäude musste 1968 für den Bau des Emscherschnellwegs (A 42) weichen. Ebenso wurde eine Verbindungskurve zwischen Schalke Nord und Abzweig Nordstern gebaut, womit die alte Direktverbindung Bismarck – Schalke entbehrlich war. Die Direktverbindung nach Essen wurde im Gegenzug 1969 stillgelegt, was den Rückbau von zwei Bahnsteiggleisen und den Ausbau sämtlicher Weichen im Bereich des Personenbahnhofs bedeutete. Ein Stellwerk konnte stillgelegt werden. Der Rangierbahnhof wurde 1972 aufgehoben und seine Aufgaben nach Wanne-Eickel Hbf verlegt, es verblieb die Auflösung der Übergabezüge von dort.
Am 13. Dezember 1981 wurde das Spurplanstellwerk Gbf des Typs SpDrS60 in Betrieb genommen. Damit konnten die alten Stellwerke in Bismarck, Zoo, Hugo und Wanne Unser Fritz aufgegeben werden. Seit dem 16. Dezember 1990 werden auch der Abzweig Nordstern und der Bahnhof Gelsenkirchen-Schalke von Bismarck aus ferngestellt. Das Stellwerk in Gelsenkirchen-Horst Nord wurde am 13. November 2017 außer Betrieb genommen. Seitdem wird auch dieser Bahnhof von Bismarck aus ferngestellt. Zu den Hauptaufgaben des Bahnhofs zählen gegenwärtig die Bedienung der umliegenden Anschließer, dies sind unter anderem BP Gelsenkirchen (über Horst Nord) und der Gelsenkirchener Stadthafen.
Nach dem Zweiten Weltkrieg verkehrten die Personenzüge auf der Köln-Mindener Emschertalbahn zwischen Gelsenkirchen-Schalke und Wanne-Eickel nicht mehr auf dem direkten Weg über Gelsenkirchen-Bickern, sondern über Gelsenkirchen-Bismarck.

## Personenverkehr

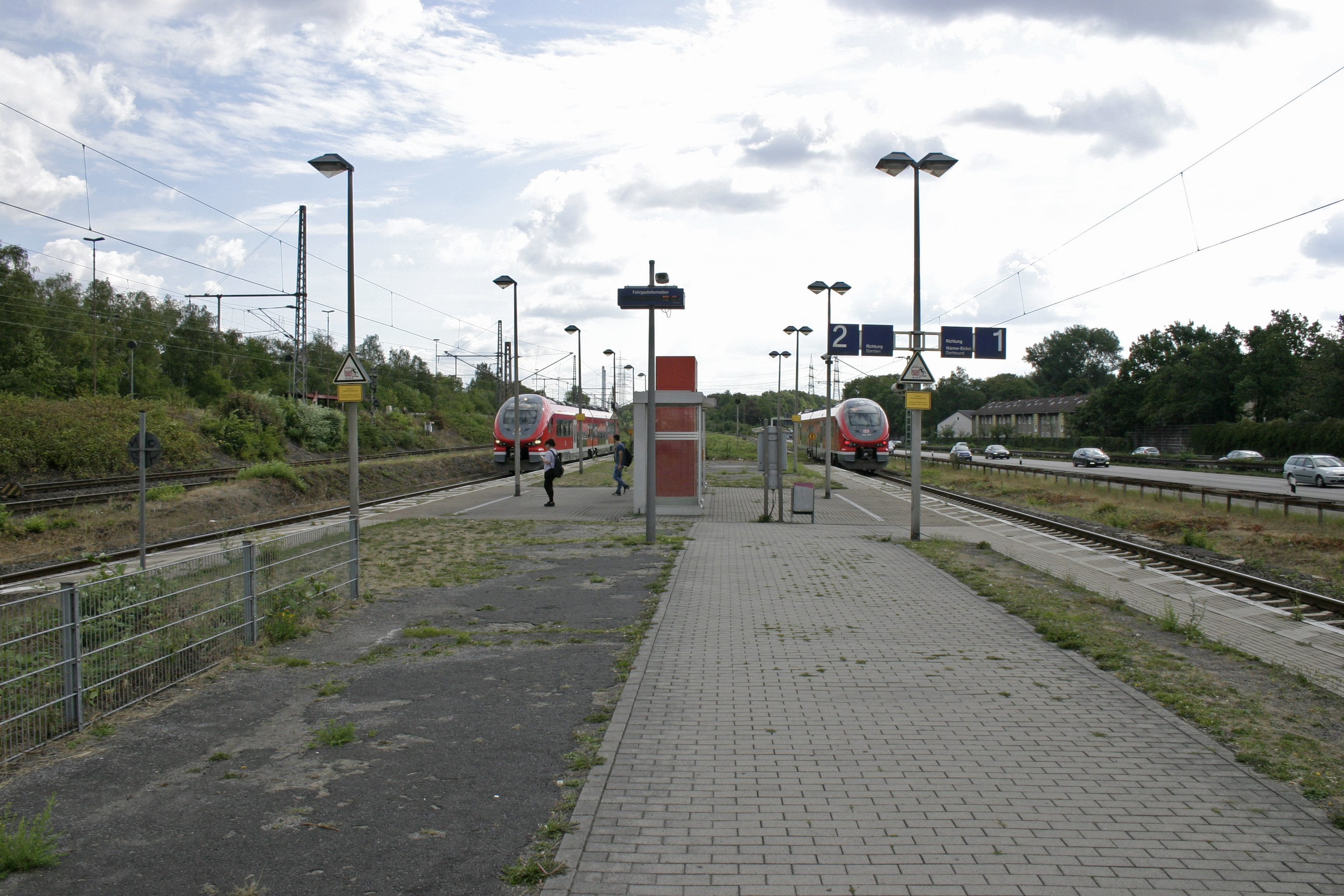
Halt der RB43 in Gelsenkirchen Zoo, 2019

Im Fahrplan 1943 wurde der Personenbahnhof Gelsenkirchen-Bismarck von Zügen nach Wanne-Eickel Hbf sowie nach Dorsten – Borken – Burlo und Essen-Katernberg Nord – Essen Hbf auf den Kursbuch-Strecken 234a und 234b bedient. Im Winterfahrplan 1968/69 wurden die Halte in Gelsenkirchen Zoo und Wanne Unser Fritz von Zügen nach Wanne-Eickel Hbf sowie nach Dorsten – Borken, Katernberg Nord – Essen Hbf und Bottrop Süd – Oberhausen Hbf auf den Kursbuchstrecken 234a, 234c und 236b bedient. Nach der Stilllegung des Personenverkehrs auf der Strecke nach Essen 1969 und auf der Strecke nach Oberhausen 1974 verblieb lediglich der Zugverkehr Wanne-Eickel – Gelsenkirchen Zoo – Dorsten – Borken. Der Haltepunkt Wanne Unser Fritz wurde zuletzt von einzelnen Personenzügen der Relation Wanne-Eickel – Borken auf der Kursbuchstrecke 315 bedient. Seit dem Sommerfahrplan 1983 wird Unser Fritz ohne Halt durchfahren.
Im Bahnhofsteil Gelsenkirchen Zoo gibt es nur noch einen Bahnsteig an den durchgehenden Hauptgleisen 1 und 2 der VzG-Strecke 2153. Dieser hat eine Höhe von 55 cm und eine Nutzlänge von rund 70 m. Die Barrierefreiheit ist nicht gegeben, da der Bahnsteig nur über Stufen erreichbar ist. Aktuell hält in Gelsenkirchen Zoo stündlich die Emschertal-Bahn RB 43.
| Linie | Verlauf | Takt   |
| ----- | --- | ------ |
| RB 43 | Emschertal-Bahn: Dorsten – Feldhausen – Gladbeck-Zweckel – Gladbeck Ost – Gelsenkirchen-Buer Süd – Gelsenkirchen Zoo – Wanne-Eickel Hbf – Herne – Herne-Börnig – Castrop-Rauxel Süd – Castrop-Rauxel-Merklinde – Dortmund-Bövinghausen – Dortmund-Lütgendortmund Nord – Dortmund-Marten – Dortmund-Rahm – Dortmund-Huckarde Nord – Dortmund Hbf Stand: Fahrplanwechsel Dezember 2021 | 60 min |

## Anbindung im ÖPNV
Von der Bushaltestelle Zoo Bf verkehren die Linien 382 und 392 der Bogestra unter anderem in Richtung Bismarck-Ortsmitte und Gelsenkirchen Hbf.
Die Straßenbahn wurde 1994 durch die Stadtbahn ersetzt. Nächstgelegene Station im Nahverkehr in Gelsenkirchen ist nun der U-Bahnhof Trinenkamp.
| Linie | Verlauf | Takt (Mo–Fr)                                        |
| ----- | --- | --------------------------------------------------- |
| 382   | Trinenkamp – GE-Zoo Bf – Gelsenkirchen-Bismarck – Bulmke-Hüllen – Grillo-Gymnasium – Gelsenkirchen Hbf – Gelsenkirchen Stadtgarten – Justizvollzugsanstalt Gelsenkirchen – Gelsenkirchen-Feldmark, Katernberger Straße | 10 min (Trinenkamp–GE Hbf) 30 min (GE Hbf–Feldmark) |
| 392   | Gelsenkirchen-Bismarck – GE-Zoo Bf – ZOOM Erlebniswelt – Erle | 30 min                                              |

## Bahnbetriebswerk Bismarck

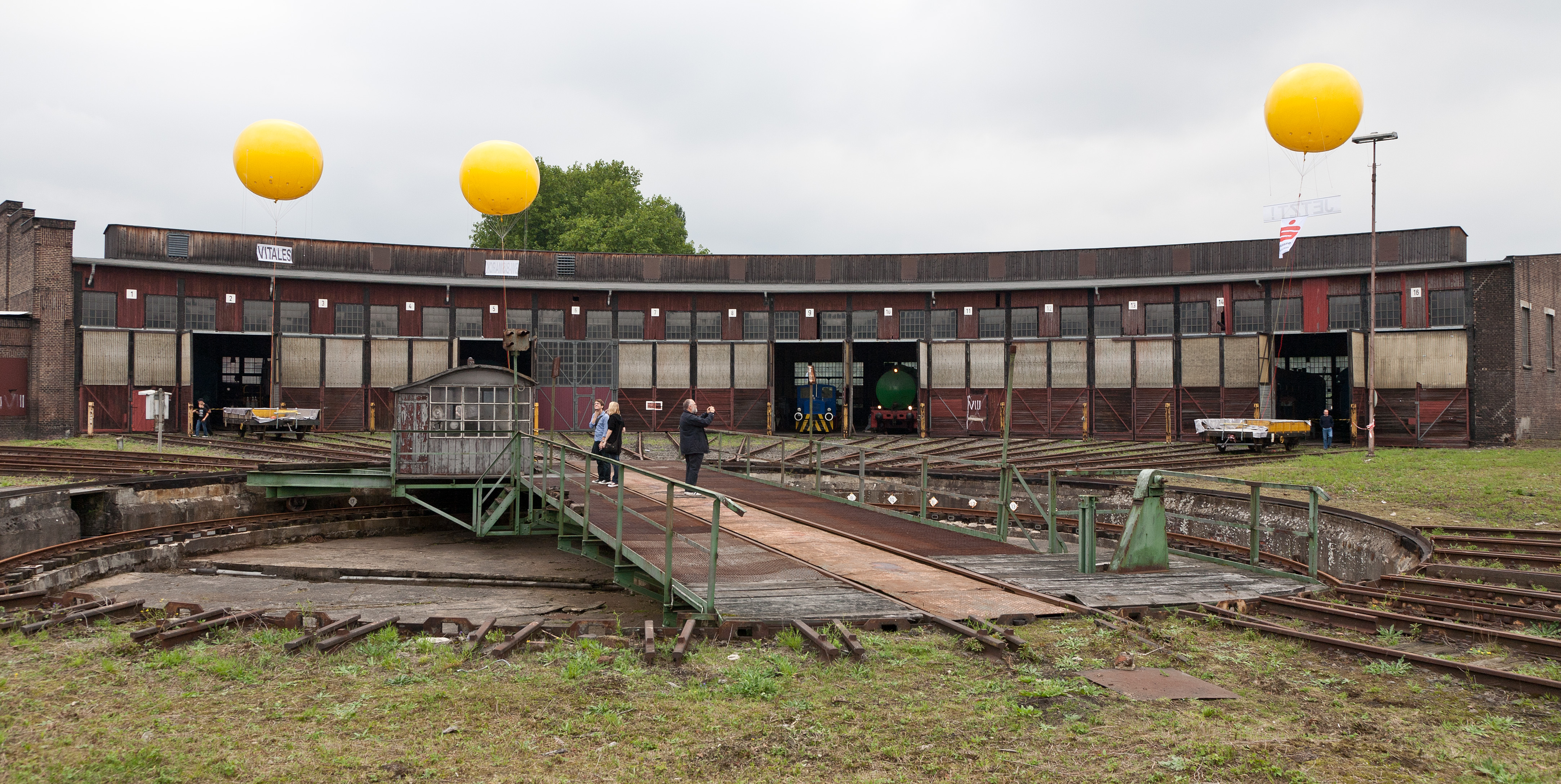
Ringlokschuppen und Drehscheibe des ehemaligen Bahnbetriebswerkes, 2010

Das Bahnbetriebswerk (Bw) Gelsenkirchen-Bismarck liegt im Bahnhofsteil Gelsenkirchen Zoo, gegenüber der Haltestelle Gelsenkirchen Zoo, an der Märkischen Emschertalbahn. Es war von 1926 bis 1981 in Betrieb und ist heute das größte erhaltene alte Bahnbetriebswerk für Dampflokomotiven im Ruhrgebiet. Es wurde zwischen 1924 und 1926 zusammen mit einer Ausbesserungswerkstatt in Backsteinbauweise errichtet. Es diente als Ersatz für den zu klein gewordenen Ringlokschuppen der BME aus dem Jahr 1876.
Am 1. Januar 1982 wurde das Bw als eigenständige Dienststelle aufgelöst und an das Bahnbetriebswerk Oberhausen-Osterfeld Süd angegliedert.
Für die weitere Erhaltung des Bahnbetriebswerks als „Besucherbahnwerk“ setzt sich der Förderverein Freunde des Bahnbetriebswerks Bismarck e. V. Gelsenkirchen ein.